# SAMAK
SAMAK (Arbejderbevægelsens nordiske samarbejdskommitté, finsk: Pohjoismaiden työläisliikkeen yhteistyökomitea, norsk bokmål: Arbeiderbevegelsens nordiske samarbeidskomité, svensk: Arbetarrörelsens nordiska samarbetskommitté) samler de nordiske socialdemokratiet og fagforeninger LO.
SAMAK blev stiftet i 1886 med det formål at koordinere den nordiske socialdemokratiske arbejderbevægelses politiske indflydelse, både i form af medlemspartierne, de socialdemokratiske partier, fra Danmark, Finland, Færøerne, Grønland, Island, Norge, Sverige, Åland, samt fagbevægelsen i form af LO fra Danmark, Norge og Sverige, og FFC fra Finland og ASI fra Island.
SAMAKs opgave består i at udarbejde fælles programmer om politikområder som EU, velfærd, den nordiske velfærdsmodel, arbejdsmarkedspolitik, menneskerettigheder, globalisering og demokrati. Samarbejdet er baseret på handlefrihed, og bygger i øvrigt på medlemsorganisationernes engagement og grundsyn.
SAMAKs generalsekretær følger også relevante møder i PES – det europæiske socialdemokratske parti, Socialistisk Internationale, EFS – Europæisk LO, samt Frie Faglige Internationale.
I juni, 2006, afholdte SAMAK sit 120 års jubilæum, i form af den 22. nordiske arbejderkongres.
Fra 2005 har Norges statsminister og formand for Det norske Arbeiderparti, Jens Stoltenberg, været formand, mens danskeren Peter Palshøj har været generalsekretær.